# Freshwater Bay, Newfoundland
Freshwater Bay är en vik i Kanada.   Den ligger i provinsen Newfoundland och Labrador, i den östra delen av landet, 1 700 km öster om huvudstaden Ottawa.
I omgivningarna runt Freshwater Bay växer i huvudsak blandskog. Runt Freshwater Bay är det glesbefolkat, med 16 invånare per kvadratkilometer.